# Lista consorților regali francezi
Aceasta este o listă a femeilor care au fost regine consort sau împărătese consort ale monarhiei franceze. Toți monarhii Franței au fost bărbați, deși unele femei au guvernat Franța ca regente.
53 de femei au fost căsătorite cu monarhii francezi: 49 de regine și trei împărătese. Ingeborg a Danemarcei și Anne de Bretania au fost regine de mai multe ori. Marie Josephine de Savoia a fost regină de jure în timpul perioadelor republicane și imperiale, însă niciodată soție a unui șef de stat al Franței de facto.

## Dinastia carolingiană
| Portret | Nume                   | Tată                           | Naștere    | Căsătorie       | A devenit regină  | Încoronare | A încetat să fie regină | Deces                  | Soț                          |
| ------- | ---------------------- | ------------------------------ | ---------- | --------------- | ----------------- | ---------- | ----------------------- | ---------------------- | ---------------------------- |
|         | Ermentrude de Orléans  | Odo, Conte de Orléans          | 823        | 842             | 842               |            | 869                     | 869                    | Carol cel Pleșuv             |
|         | Richilde de Provence   | Bivin de Gorze                 | c.845      | 870             | 870               |            | 5/6 octombrie 877       | 2 iunie 910            | Carol cel Pleșuv             |
|         | Adelaide de Paris      | Adalard de Paris               | c. 850-853 | februarie 875   | 5/6 octombrie 877 |            | 10 aprilie 879          | 10 noiembrie 901       | Ludovic al II-lea cel Gângav |
|         | Richardis              | Erchanger, Conte de Nordgau    | c.840      | 862             | 12 decembrie 884  |            | 13 ianuarie 888         | 18 septembrie, 894-896 | Carol cel Gras               |
|         | Théodrate de Troyes    |                                | 868        | înainte de 885  | februarie 888     |            | 1 ianuarie 898          | 903                    | Odo I                        |
|         | Frederonne             |                                | 887        | 907             | 907               |            | 917                     | 917                    | Carol al III-le cel Simplu   |
|         | Eadgifu a Angliei      | Eduard cel Bătrân al Angliei   | 902        | 7 octombrie 919 | 7 octombrie 919   |            | 922                     | după 955               | Carol al III-le cel Simplu   |
|         | Béatrice de Vermandois | Herbert I, Conte de Vermandois | c.880      | 895             | 922               |            | 923                     | după 931               | Robert I                     |
|         | Emma a Franței         | Robert I al Franței            | 894        | 921             | 13 iulie 923      |            | 934                     | 934                    | Rudolf                       |
|         | Gerberga de Saxonia    | Henric I al Germaniei          | c.913      | 939             | 939               |            | 10 septembrie 954       | 5 mai 984              | Ludovic al IV-lea            |
|         | Emma a Italiei         | Lothar al II-lea al Italiei    | c.948      | 965             | 965               |            | 26 martie 986           | ?                      | Lothar al Franței            |
| Portret | Nume                   | Tată                           | Naștere    | Căsătorie       | A devenit regină  | Încoronare | A încetat să fie regină | Deces                  | Soț                          |

## Dinastia Capețiană

### Casa Capet
| Portret | Nume                               | Tată                                         | Naștere            | Căsătorie          | A devenit regină   | Încoronare        | A încetat să fie regină          | Deces             | Soț                       | Blazon                                                                   |
| ------- | ---------------------------------- | -------------------------------------------- | ------------------ | ------------------ | ------------------ | ----------------- | -------------------------------- | ----------------- | ------------------------- | ------------------------------------------------------------------------ |
|         | Adelaide de Aquitania              | William al III-lea, Duce de Aquitania        | c. 945             | 970                | 3 iulie 987        |                   | 24 octombrie 996                 | 1004              | Hugh                      |                                                                          |
|         | Rozala a Italiei                   | Berengar al II-lea al Italiei                | c. 937             | 988/989            | 996                |                   | 996                              | 7 februarie 1003  | Robert al II-lea          |                                                                          |
|         | Bertha de Burgundia                | Conrad de Burgundia                          | c. 952             | 996                | 996                |                   | 1000                             | 1035?             | Robert al II-lea          |                                                                          |
|         | Constance de Arles                 | William I, Conte de Provence                 | 986                | 1003               | 1003               |                   | 20 iulie 1031                    | 25 iulie 1034     | Robert al II-lea          |                                                                          |
|         | Matilda de Frisia                  | Liudolf, Margraf de Frisia                   | c. 1024            | 1034               | 1034               |                   | 1044                             | 1044              | Henric I                  |                                                                          |
|         | Anna de Kiev                       | Iaroslav I, Mare Prinț de Kiev               | c. 1024            | 19 mai 1051        | 19 mai 1051        |                   | 4 august 1060                    | 1075              | Henric I                  |                                                                          |
|         | Bertha a Olandei                   | Floris I, Conte de Olanda                    | c. 1055            | 1072               | 1072               |                   | 1092                             | 1094              | Filip I                   |                                                                          |
|         | Bertrade de Montfort               | Simon I de Montfort                          | c. 1070            | 15 mai 1092        | 15 mai 1092        |                   | 29 iulie 1108                    | 1117              | Filip I                   |                                                                          |
|         | Adélaide de Maurienne              | Humbert al II-lea, Conte de Savoia           | 1092               | 3 august 1115      | 3 august 1115      |                   | 1 august 1137                    | 18 noiembrie 1154 | Ludovic al VI-lea         |                                                                          |
|         | Eleanor de Aquitania               | William al X-lea, Duce de Aquitania          | 1122               | 22 iulie 1137      | 1137               | 25 decembrie 1137 | 21 martie 1152 anulată           | 1 aprilie 1204    | Ludovic al VII-lea        |                                                                          |
|         | Constance a Castiliei              | Alfonso al VII-lea de Leon și Castilia       | 1141               | 1154               | 1154               | 1154              | 1160                             | 1160              | Ludovic al VII-lea        |                                                                          |
|         | Adèle de Champagne                 | Theobald al II-lea, Conte de Champagne       | c. 1140            | 1164               | 1164               | ?                 | 18 septembrie 1180               | 4 iunie 1206      | Ludovic al VII-lea        |                                                                          |
|         | Isabelle de Hainaut                | Baldwin al V-lea, Conte de Hainaut           | 5 aprilie 1170     | 1180               | 1180               | 29 mai 1180       | 1190                             | 1190              | Filip al II-lea           |                                                                          |
|         | Ingeborg a Danemarcei              | Valdemar I al Danemarcei                     | 1175               | 15 august 1193     | 15 august 1193     | 25 august 1193    | 5 noiembrie 1193 separată        | 29 iulie 1236     | Filip al II-lea           |                                                                          |
|         | Agnes de Merania                   | Berthold al IV-lea, Duce de Merania          | about 1175         | iunie 1196         | iunie 1196         | ?                 | 1200 repudiată                   | 20 iulie 1201     | Filip al II-lea           |                                                                          |
|         | Ingeborg a Danemarcei              | Valdemar I al Danemarcei                     | 1175               | 15 august 1193     | 1200 restored      |                   | 14 iulie 1223 moartea soțului    | 29 iulie 1236     | Filip al II-lea           |                                                                          |
|         | Blanche a Castiliei                | Alfonso al VIII-lea al Castiliei             | 4 martie 1188      | 22 mai 1200        | 14 iulie 1223      | 6 august 1223     | 8 noiembrie 1226                 | 26 noiembrie 1252 | Ludovic al VIII-lea       |                                                                          |
|         | Margareta de Provence              | Ramon Berenguer al IV-lea, Conte de Provence | c. 1221            | 27 mai 1234        | 27 mai 1234        | ?                 | 25 august 1270                   | 21 decembrie 1295 | Ludovic al IX-lea         |                                                                          |
|         | Isabela de Aragon                  | Iacob I de Aragon                            | 1247               | 28 mai 1262        | 25 august 1270     | neîncoronată      | 28 ianuarie 1271                 | 28 ianuarie 1271  | Filip al III-lea          |                                                                          |
|         | Maria de Brabant                   | Henric al III-lea, Duce de Brabant           | 1254               | 21 august 1274     | 21 august 1274     | 24 iunie 1275     | 5 octombrie 1285                 | 10 ianuarie 1321  | Filip al III-lea          |                                                                          |
|         | Ioana I de Navara                  | Henric I de Navara                           | c.14 ianuarie 1271 | 16 august 1284     | 5 octombrie 1285   | ?                 | 4 aprilie 1305                   | 4 aprilie 1305    | Filip IV                  |                                                                          |
|         | Margareta de Burgundia             | Robert al II-lea, Duce de Burgundia          | 1290               | 23 septembrie 1305 | 29 noiembrie 1314  | neîncoronată      | 15 august 1315                   | 15 august 1315    | Ludovic al X-lea          | Închisă în timpul domniei soțului ei din cauza Afacerii din Turul Nesle. |
|         | Clémence a Ungariei                | Carol Martel de Anjou                        | 1293               | 19 august 1315     | 19 august 1315     | 24 august 1315    | 5 iunie 1316                     | 12 octombrie 1328 | Ludovic al X-lea          |                                                                          |
|         | Ioana a II-a, Contesă de Burgundia | Otto al IV-lea, Conte de Burgundia           | 1291               | 1307               | 20 noiembrie 1316  | 9 ianuarie        | 3 ianuarie 1322                  | 21 ianuarie 1330  | Filip al V-lea al Franței |                                                                          |
|         | Blanche de Burgundia               | Otto al IV-lea, Conte de Burgundia           | c.1296             | 1308               | 3 ianuarie 1322    | neîncoronată      | 19 mai 1322                      | aprilie 1326      | Carol al IV-lea           | Închisă în timpul domniei soțului ei din cauza Afacerii din Turul Nesle. |
|         | Maria de Luxemburg                 | Henric al VII-lea, împărat romano-german     | 1304               | 21 septembrie 1322 | 21 septembrie 1322 | 15 mai 1323       | 26 martie 1324                   | 26 martie 1324    | Carol al IV-lea           |                                                                          |
|         | Jeanne d'Évreux                    | Louis, Conte de Évreux                       | 1310               | 5 iulie 1325       | 5 iulie 1325       | 11 mai 1326       | 1 februarie 1328 decesul soțului | 4 martie 1371     | Carol al IV-lea           |                                                                          |
| Portret | Nume                               | Tată                                         | Naștere            | Căsătorie          | A devenit regină   | Încoronare        | A încetat să fie regină          | Deces             | Soț                       | Blazon                                                                   |

### Casa de Valois
| Portret | Nume                | Tată                                  | Naștere          | Căsătorie              | A devenit regină           | Încoronare         | A încetat să fie regină              | Deces              | Soț             | Blazon |
| ------- | ------------------- | ------------------------------------- | ---------------- | ---------------------- | -------------------------- | ------------------ | ------------------------------------ | ------------------ | --------------- | ------ |
|         | Ioana de Burgundia  | Robert al II-lea, Duce de Burgundia   | 24 iunie 1293    | iulie 1313             | 1 februarie/1 aprilie 1328 | 27 mai 1328        | 12 septembrie 1348                   | 12 septembrie 1348 | Filip al VI-lea |        |
|         | Blanche de Navara   | Filip al III-lea de Navara            | 1330–1333        | ianuarie 1349 sau 1350 | ianuarie 1349 sau 1350     | neîncoronată       | 22 august 1350 decesul soțului       | 5 octombrie 1398   | Filip al VI-lea |        |
|         | Ioana I de Auvergne | William al XII-lea, Conte de Auvergne | 8 mai 1326       | 13 februarie 1349      | 22 august 1350             | 26 septembrie 1350 | 29 septembrie 1360                   | 29 septembrie 1360 | Ioan al II-lea  |        |
|         | Ioana de Bourbon    | Pierre I, Duce de Bourbon             | 3 februarie 1338 | 1350                   | 8 aprilie 1364             | 19 mai 1364        | 4 februarie 1378                     | 4 februarie 1378   | Carol al V-lea  |        |
|         | Isabeau de Bavaria  | Ștefan al III-lea, Duce de Bavaria    | c.1370           | 17 iulie 1385          | 17 iulie 1385              | 1389               | 21 octombrie 1422 decesul soțului ei | 24 septembrie 1435 | Carol al VI-lea |        |
| Portret | Nume                | Tată                                  | Naștere          | Căsătorie              | A devenit regină           | Încoronare         | A încetat să fie regină              | Deces              | Soț             | Blazon |

## Casa de Lancaster
Unele surse se referă la Margareta de Anjou ca regină a Franței, însă dreptul ei la titlu este disputat. Ea a fost recunoscută pe o perioadă scurtă numai pe teritoriile controlate de englezi din Franța.
| Portret | Nume               | Tată              | Naștere        | Căsătorie       | A devenit regină | Încoronare                      | A încetat să fie regină                                            | Deces          | Soț                         | Blazon |
| ------- | ------------------ | ----------------- | -------------- | --------------- | ---------------- | ------------------------------- | ------------------------------------------------------------------ | -------------- | --------------------------- | ------ |
|         | Margareta de Anjou | René I de Neapole | 23 martie 1430 | 23 aprilie 1445 | 23 aprilie 1445  | neîncoronată a regină a Franței | 19 octombrie 1453 înfrângerea Angliei în Războiul de O Sută de Ani | 25 august 1482 | Henric al VI-lea al Angliei |        |
| Portret | Nume               | Tată              | Naștere        | Căsătorie       | A devenit regină | Încoronare                      | A încetat să fie regină                                            | Deces          | Soț                         | Blazon |

## Dinastia Capețiană

### Casa de Valois
| Portret | Nume                | Tată                                 | Naștere           | Căsătorie         | A devenit regină  | Încoronare       | A încetat să fie regină           | Deces            | Soț               | Blazon |
| ------- | ------------------- | ------------------------------------ | ----------------- | ----------------- | ----------------- | ---------------- | --------------------------------- | ---------------- | ----------------- | ------ |
|         | Marie de Anjou      | Louis al II-lea de Neapole           | 14 octombrie 1404 | 18 decembrie 1422 | 18 decembrie 1422 | ?                | 22 iulie 1461 decesul soțului ei  | 1463             | Carol al VII-lea  |        |
|         | Charlotte de Savoia | Louis, Duce de Savoia                | 1443              | 14 februarie 1451 | 22 iulie 1461     | ?                | 30 august 1483 decesul soțului ei | 1 decembrie 1483 | Ludovic al XI-lea |        |
|         | Anne de Bretania    | Francisc al II-lea, Duce de Britania | 25 ianuarie 1477  | 6 decembrie 1491  | 6 decembrie 1491  | 8 februarie 1492 | 7 aprilie 1498 decesul soțului ei | 9 ianuarie 1514  | Carol al VIII-lea |        |
| Portret | Nume                | Tată                                 | Naștere           | Căsătorie         | A devenit regină  | Încoronare       | A încetat să fie regină           | Deces            | Soț               | Blazon |

### Casa de Valois-Orléans
| Portret | Nume             | Tată                                 | Naștere          | Căsătorie         | A devenit regină                     | Încoronare        | A încetat să fie regină            | Deces            | Soț                | Blazon |
| ------- | ---------------- | ------------------------------------ | ---------------- | ----------------- | ------------------------------------ | ----------------- | ---------------------------------- | ---------------- | ------------------ | ------ |
|         | Joan de Valois   | Ludovic al XI-lea al Franței         | 23 aprilie 1464  | 8 septembrie 1476 | 7 aprilie 1498 accesiunea soțului ei | neîncoronată      | decembrie 1498 anulată             | 4 februarie 1505 | Ludovic al XII-lea |        |
|         | Anne de Bretania | Francisc al II-lea, Duce de Bretania | 25 ianuarie 1477 | 8 ianuarie 1499   | 8 ianuarie 1499                      | 18 noiembrie 1504 | 9 ianuarie 1514                    | 9 ianuarie 1514  | Ludovic al XII-lea |        |
|         | Mary Tudor       | Henric al VII-lea al Angliei         | 18 martie 1496   | 9 octombrie 1514  | 9 octombrie 1514                     | 5 noiembrie 1514  | 1 ianuarie 1515 decesul soțului ei | 25 iunie 1533    | Ludovic al XII-lea |        |
| Portret | Nume             | Tată                                 | Naștere          | Căsătorie         | A devenit regină                     | Încoronare        | A încetat să fie regină            | Deces            | Soț                | Blazon |

### Casa de Valois-Angoulême
| Portret | Nume                   | Tată                                        | Naștere           | Căsătorie         | A devenit regină                      | Încoronare                                                 | A încetat să fie regină             | Deces             | Soț                | Blazon |
| ------- | ---------------------- | ------------------------------------------- | ----------------- | ----------------- | ------------------------------------- | ---------------------------------------------------------- | ----------------------------------- | ----------------- | ------------------ | ------ |
|         | Claude a Franței       | Ludovic al XII-lea                          | 14 octombrie 1499 | 18 mai 1514       | 1 ianuarie 1515 accesiunea soțului ei | 10 mai 1517                                                | 20 iulie 1524                       | 20 iulie 1524     | Francisc I         |        |
|         | Eleanor de Austria     | Filip I de Castilia                         | 15 noiembrie 1498 | 4 iulie 1530      | 4 iulie 1530                          | 5 martie 1532                                              | 31 martie 1547 decesul soțului ei   | 25 februarie 1558 | Francisc I         |        |
|         | Caterina de Medici     | Lorenzo II de Medici, Duce de Urbino        | 13 aprilie 1519   | 28 octombrie 1533 | 31 martie 1547 accesiunea soțului ei  | 10 iunie 1549                                              | 10 iulie 1559 decesul soțului ei    | 5 ianuarie 1589   | Henric al II-lea   |        |
|         | Mary, regină a Scoției | Iacob al V-lea al Scoției                   | 8 decembrie 1542  | 24 aprilie 1558   | 10 iulie 1559 accesiunea soțului ei   | neîncoronată deoarece era deja regina încoronată a Scoției | 5 decembrie 1560 decesul soțului ei | 8 februarie 1587  | Francisc al II-lea |        |
|         | Elisabeta de Austria   | Maximilian al II-lea, împărat romano-german | 5 iunie 1554      | 26 noiembrie 1570 | 26 noiembrie 1570                     | 25 martie 1571                                             | 30 mai 1574 decesul soțului ei      | 22 ianuarie 1592  | Carol al IX-lea    |        |
|         | Louise de Lorena       | Nicholas, Duce de Mercœur                   | 30 aprilie 1553   | 13 februarie 1575 | 13 februarie 1575                     | neîncoronată                                               | 2 august 1589 decesul soțului ei    | 29 ianuarie 1601  | Henric al III-lea  |        |
| Portret | Nume                   | Tată                                        | Naștere           | Căsătorie         | A devenit regină                      | Încoronare                                                 | A încetat să fie regină             | Deces             | Soț                | Blazon |

### Casa de Bourbon
| Portret | Nume                                        | Tată                                                  | Naștere            | Căsătorie                            | A devenit regină                     | Încoronare   | A încetat să fie regină                  | Deces                       | Soț                             | Blazon |
| ------- | ------------------------------------------- | ----------------------------------------------------- | ------------------ | ------------------------------------ | ------------------------------------ | ------------ | ---------------------------------------- | --------------------------- | ------------------------------- | ------ |
|         | Margaret de Valois                          | Henric al II-lea al Franței                           | 14 mai 1553        | 18 august 1572                       | 2 august 1589 accesiunea soțului ei  | neîncoronată | 1599 divorț                              | 27 martie 1615              | Henric al IV-lea                |        |
|         | Maria de Medici                             | Francesco I de Medici, Mare Duce de Toscana           | 26 aprilie 1573    | 5 octombrie? 1600                    | 5 octombrie? 1600                    | 13 mai 1610  | 14 mai 1610 decesul soțului ei           | 3 iulie 1642                | Henric al IV-lea                |        |
|         | Anna de Austria                             | Filip al II-lea / al III-lea al Portugaliei / Spaniei | 22 septembrie 1601 | 24 noiembrie 1615                    | 24 noiembrie 1615                    | neîncoronată | 14 mai 1643 decesul soțului ei           | 20 ianuarie 1666            | Ludovic al XIII-lea             |        |
|         | Maria Tereza a Spaniei                      | Filip III & IV al Portugaliei & Spaniei               | 10 septembrie 1638 | 9 iunie 1660                         | 9 iunie 1660                         | neîncoronată | 30 iulie 1683                            | 30 iulie 1683               | Ludovic al XIV-lea              |        |
|         | Maria Leszczyńska                           | Stanisław I al Poloniei                               | 23 iunie 1703      | 4 septembrie 1725                    | 4 septembrie 1725                    | neîncoronată | 24 iunie 1768                            | 24 iunie 1768               | Ludovic al XV-lea               |        |
|         | Marie Antoinette de Austria                 | Francisc I, împărat romano-german                     | 2 November 1755    | 19 April 1770 (by proxy) 16 May 1770 | 10 May 1774 accesiunea soțului ei    | neîncoronată | 21 septembrie 1792 detronarea soțului ei | 16 octombrie 1793 executată | Ludovic al XVI-lea              |        |
|         | Marie Joséphine de Savoia (regină titulară) | Victor Amadeus al III-lea al Sardiniei                | 2 septembrie 1753  | 16 aprilie 1771                      | 16 iunie 1795 proclamarea soțului ei | neîncoronată | 13 noiembrie 1810                        | 13 noiembrie 1810           | Ludovic al XVIII-lea al Franței |        |
| Portret | Nume                                        | Tată                                                  | Naștere            | Căsătorie                            | A devenit regină                     | Încoronare   | A încetat să fie regină                  | Deces                       | Soț                             | Blazon |

## Dinastia Bonaparte
| Portret | Nume                     | Tată                                       | Naștere           | Căsătorie                                    | A devenit regină                             | Încoronare       | A încetat să fie regină             | Deces             | Soț        | Blazon |
| ------- | ------------------------ | ------------------------------------------ | ----------------- | -------------------------------------------- | -------------------------------------------- | ---------------- | ----------------------------------- | ----------------- | ---------- | ------ |
|         | Joséphine de Beauharnais | Joseph-Gaspard Tascher                     | 23 iunie 1763     | 9 martie 1796                                | 18 mai 1804 accesiunea soțului ei            | 2 decembrie 1804 | 10 ianuarie 1810 divorț             | 29 mai 1814       | Napoleon I |        |
|         | Maria Louise de Austria  | Francisc al II-lea, împărat romano- german | 12 decembrie 1791 | 11 martie 1810 (prin procură) 1 aprilie 1810 | 11 martie 1810 (prin procură) 1 aprilie 1810 | neîncoronată     | 6 aprilie 1814 abdicarea soțului ei | 17 decembrie 1841 | Napoleon I |        |
| Portret | Nume                     | Tată                                       | Naștere           | Căsătorie                                    | A devenit regină                             | Încoronare       | A încetat să fie regină             | Deces             | Soț        | Blazon |

## Dinastia Capețiană

### Casa de Bourbon
| Portret | Nume                    | Tată                          | Naștere           | Căsătorie  | A devenit regină                  | Încoronare   | A încetat să fie regină            | Deces             | Soț                | Blazon |
| ------- | ----------------------- | ----------------------------- | ----------------- | ---------- | --------------------------------- | ------------ | ---------------------------------- | ----------------- | ------------------ | ------ |
|         | Marie Thérèse a Franței | Ludovic al XVI-lea al Franței | 19 decembrie 1778 | iunie 1799 | 2 august 1830 pentru 20 de minute | neîncoronată | 2 august 1830 abdicarea soțului ei | 19 octombrie 1851 | Ludovic al XIX-lea |        |

### Casa de Orléans
| Portret | Nume                              | Tată                              | Naștere         | Căsătorie         | A devenit regină                    | Încoronare   | A încetat să fie regină                | Deces          | Soț            | Blazon |
| ------- | --------------------------------- | --------------------------------- | --------------- | ----------------- | ----------------------------------- | ------------ | -------------------------------------- | -------------- | -------------- | ------ |
|         | Maria Amalia a celor Două Sicilii | Ferdinand I al celor Două Sicilii | 26 aprilie 1782 | 25 noiembrie 1809 | 9 august 1830 accesiunea soțului ei | neîncoronată | 24 februarie 1848 abdicarea soțului ei | 24 martie 1866 | Louis-Philippe |        |

## Dinastia Bonaparte
| Portret | Nume               | Tată                                                 | Naștere    | Căsătorie        | A devenit regină | Încoronare   | A încetat să fie regină                 | Deces         | Soț                 | Blazon |
| ------- | ------------------ | ---------------------------------------------------- | ---------- | ---------------- | ---------------- | ------------ | --------------------------------------- | ------------- | ------------------- | ------ |
|         | Eugénie de Montijo | Cipriano de Palafox y Portocarrero, Conte de Montijo | 5 mai 1826 | 30 ianuarie 1853 | 30 ianuarie 1853 | neîncoronată | 4 septembrie 1870 detronarea soțului ei | 11 iulie 1920 | Napoleon al III-lea |        |